# Т’Сас, Роберт
Роберт т’Сас (нидерл. Robert t'Sas, 11 марта 1903 — ?) — бельгийский фехтовальщик, призёр чемпионатов мира.

## Биография
Родился в 1903 году. В 1929 году стал серебряным призёром Международного первенства по фехтованию в Неаполе. В 1930 году завоевал бронзовую медаль Международного первенства по фехтованию в Льеже. В 1936 году принял участие в Олимпийских играх в Берлине, где в составе бельгийской команды занял 5-е место в командном первенстве на шпагах.
В 1937 году Международная федерация фехтования задним числом признала все прошедшие ранее Международные первенства по фехтованию чемпионатами мира.